# (7217) Dacke
(7217) Dacke (1979 QX3) – planetoida z grupy pasa głównego asteroid okrążająca Słońce w ciągu 5,75 lat w średniej odległości 3,21 j.a. Odkryta 22 sierpnia 1979 roku.